# Гарвин (округ)
Округ Гарвин  (англ. Garvin County) — округ в штате Оклахома, США. Население округа на 2000 год составляло 27 210 человек. Административный центр округа — город Полс-Валли.

## География
Округ имеет общую площадь 2107 км² из которых 2091 км² приходится на сушу и 16 км² (0,76 %) на воду.

### Основные автомагистрали
- Автомагистраль 77
- Автомагистраль 177
- Межштатная автомагистраль 35

### Соседние округа
- Мак-Клейн (север)
- Понтоток (восток)
- Марри (юго-восток)
- Картер (юг)
- Стивенс (юго-запад)
- Грейди (северо-запад)

### Населённые пункты
| - Элмор-Сити - Эрин-Спрингс - Фостер - Хеннепин | - Кати - Линдси - Мейсвилл - Паоли | - Полс-Валли - Пернел - Стратфорд - Виннвуд |